# Christoph Breidler
Christoph Breidler (* 27. November 1986 in Graz) ist ein österreichischer Komponist und Dirigent.

## Leben
Geboren wurde Christoph Breidler als Sohn von Elisabeth und Arnold Breidler. Nach frühen Studien am Johann-Joseph-Fux-Konservatorium Graz studierte er Komposition und Dirigieren an der Universität für Musik und darstellende Kunst Wien, u. a. bei Michael Jarrell und Mark Stringer. Weitere Studien führten ihn ans Shanghai Conservatory of Music.
2006 gründete er zusammen mit Hannes Dufek und Fernando Riederer die Komponisteninitiative „Platypus – Verein für Neue Musik“. Von 2011 und 2014 war er Solorepetitor und Kapellmeister am Theater Aachen. Seit 2014 ist er Studienleiter mit Dirigieraufgaben an der Komischen Oper Berlin.
Christoph Breidler dirigierte u. a. das Orchester der Komischen Oper Berlin, das Sinfonieorchester Aachen, die Duisburger Philharmoniker, Ensemblekollektiv Berlin, Kyoto IMSFO, ensemble mosaik, Ensemble Lux:NM und das Ensemble Platypus.

## Auszeichnungen
- 2006: Salieri heute, 2. Preis[2]
- 2010: Theodor-Körner-Preis[3]
- 2010: Internationales Musikfestival Heidelberger Frühling, Preis für junge Komponisten
- 2012–2014: Stipendiat Akademie Musiktheater heute[4]
- 2013: Ensemblia-Mönchengladbach, 2. Preis[5]
- 2018 und 2019: Arbeitsstipendien des österreichischen Bundeskanzleramts
- 2020: Weimarer Frühjahrstage für zeitgenössische Musik, 2. Preis in der Kategorie Orchester[6]
- 2022: Kompositionswettbewerb Malka Mai der Landesbühnen Sachsen, 1. Preis[7]

## Werke

### Musiktheaterwerke
- paradies spielen (abendland ein abgesang) teil 3 der klimatrilogie nach dem gleichnamigen Theaterstück von Thomas Köck (2022)
- Malka Mai – Jugendoper nach dem gleichnamigen Roman von Mirjam Pressler, Auftragswerk der Landesbühnen Sachsen (2023)[8]
- Der Berggeist vom Schöckl – Miniatur-Erzähloper, Auftragswerk der Oper Graz (2023)[9]

### Orchesterwerke
- Fasern für Orchester (2011–2012)
- Streams für Orchester (2014–2016)
- Silhouette – Ouvertüre für Orchester (2018)
- Wuhan Sinfonietta für Orchester und Synthesizer/Sampler (2018)
- Spiel für sechssaitigen Kontrabass und Orchester (2019)

### Kammermusik
- Erstarrung für Violine und Klavier (2008)
- KongXin für Gu Qin (2008)
- Neun Sachen für Akkordeon und Cembalo (2009)
- gestaubt – sur le nom de Haydn für Klavier Solo (2009)
- Schlussgesang für Flöte und Klavier (2010)
- Flageoletttanz für Violoncello Solo (2012)
- Staub für Ensemble (2012)
- Affektgeflecht  für Violine, Violoncello und Live-Elektronik (2014)
- Graphit für Stimme, Klavier und Sampler (2017–2019)
- Music for J.  für Kontrabass Solo (2019)
- Graffiti für Ensemble (2020–2021)